# Station Montgat
Montgat is een station van de Rodalies Barcelona. Het is gelegen in de gelijknamige gemeente.
Het station en tevens het spoor grenst aan het strand. Het station is gelegen op lijn 1, of ook wel de Maresme-lijn genoemd.

## Lijnen
| Eindbestemming                          | Vorig station | Lijn | Volgend station | Eindbestemming          |
| --------------------------------------- | ------------- | ---- | --------------- | ----------------------- |
| Molins de Rei L'Hospitalet de Llobregat | Badalona      |      | Montgat Nord    | Mataró Maçanet-Massanes |